# (3626) Ohsaki
(3626) Ohsaki (1929 PA) – planetoida z pasa głównego asteroid okrążająca Słońce w ciągu 5,6 lat w średniej odległości 3,15 au Odkrył ją Max Wolf 4 sierpnia 1929 roku.